# Air Alsace
Air Alsace — колишня французька авіакомпанія існувала в 1962—1981 роках.

## Історія
Компанія була заснована в 1962 році і базувалася в місті Кольмар. Здійснювала як внутрішні рейси, так і міжнародні Амстердам, Брюссель, Рим, Лондон і Кельн. У 1981 її купила авіакомпанія ТАТ.

## Флот

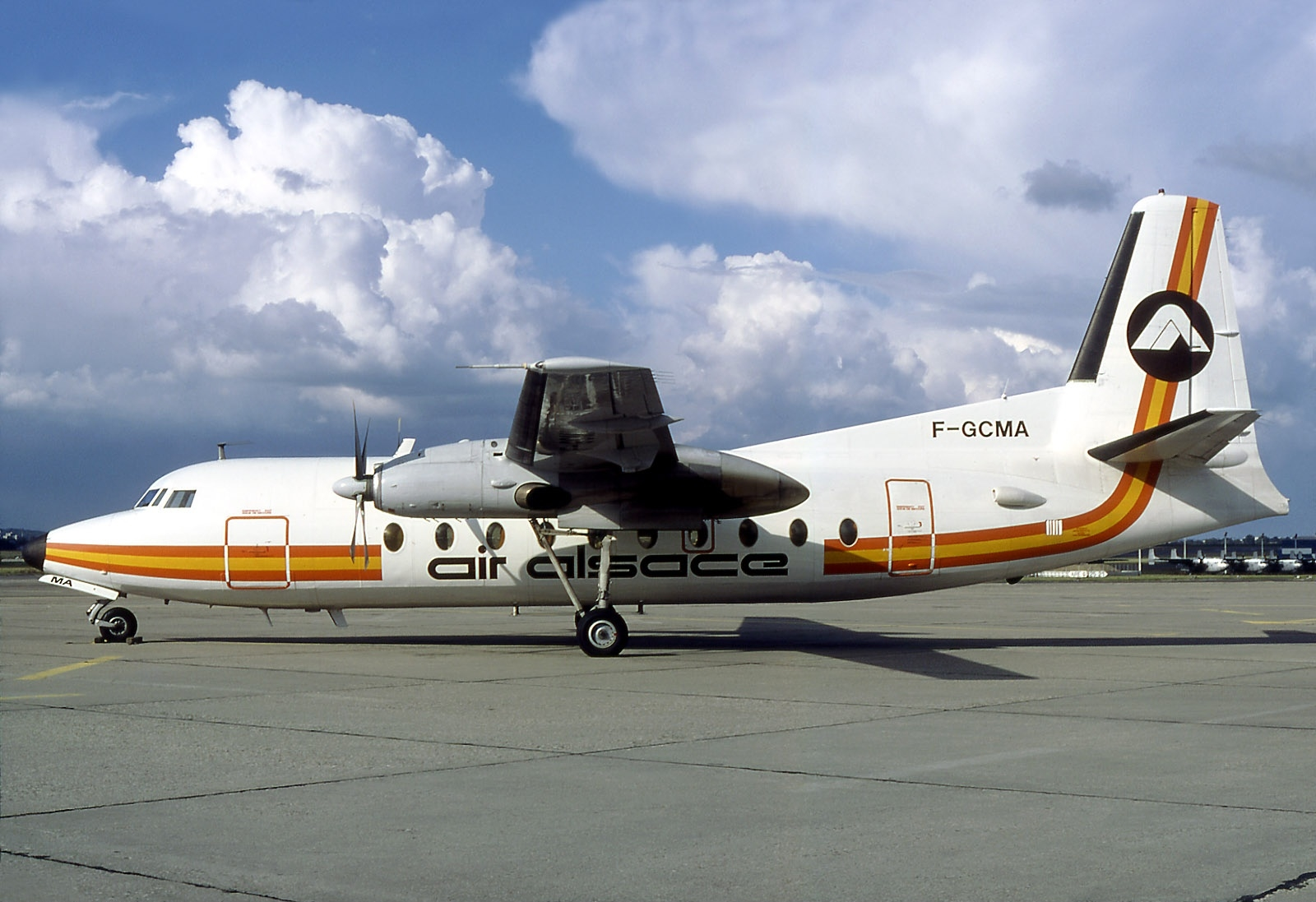
Fokker F27-200 авіакомпанії Air Alsace

Авіакомпанія експлуатувала 6 типів літаків.
- Aérospatiale Corvette
- Piper Navajo
- Aérospatiale N 262
- Fokker F27
- VFW-Fokker 614
- Fokker F28